# Mounir Baatour
Mounir Baatour (arabe : منير بعتور), né en 1970, est un avocat et militant LGBT tunisien. Chef du Parti libéral tunisien, il est, en 2019, le premier candidat ouvertement gay à la fonction de président de la République dans le monde arabe.

## Biographie
Baatour est arrêté en 2013 et emprisonné pendant trois mois pour sodomie, des accusations qu'il a toujours niées,. Selon le site Afrik.com, l'hôtel Sheraton de Tunis est soupçonné de collaboration avec les autorités et aurait informé la police de sa présence avec un autre homme dans l'une de leurs chambres d'hôtel.
En 2015, Baatour co-fonde Shams, une association de défense des droits des LGBT axée sur la dépénalisation de l'homosexualité, et en devient président. En 2018, avec Alice Nkom, il reçoit le prix Idaho France pour la liberté, en raison de son combat contre l'homophobie.
Le 8 août 2019, Baatour annonce sa participation à l'élection présidentielle tunisienne. À la suite de cette annonce, environ 650 articles sont écrits à son sujet dans 120 pays différents, et il constitue une équipe de campagne avec 300 militants locaux. Son programme politique comprend l'abrogation de l'article 230 du code pénal tunisien, qui interdit l'homosexualité, ainsi que l'égalité des sexes et la protection des droits des minorités. Cependant, malgré la collecte de près du double des 10 000 signatures requises pour son éligibilité à l'investiture, l'Instance supérieure indépendante pour les élections rejette sa candidature sans donner de raisons.
Après avoir reçu des menaces de mort de la part d'islamistes, Baatour s'enfuit en janvier 2020 en France, où il est admis comme réfugié politique. Il vit dès lors à Marseille, où il exerce la profession d'avocat au barreau de Marseille,. En décembre 2022, il annonce son mariage avec son compagnon, qu'il qualifie de « premier mariage gay entre Tunisiens de l'histoire ».